# Дрофенко, Сергей Петрович
Дрофенко Сергей Петрович (12 августа 1933, село Каменка Каменского района Днепропетровской области — 9 сентября 1970, Москва) — российский поэт, журналист.

## Биография
В 1957 году окончил факультет журналистики Московского университета. Работал в Сибири, несколько лет заведовал отделом поэзии в журнале «Юность» в Москве.
Был зятем народного артиста СССР Дмитрия Журавлева.

Умер в результате несчастного случая. Похоронен в Москве на Бабушкинском кладбище.
Компания ужинала в Доме литератора: Сережа, Гриша Горин, Аркадий Арканов, кто-то еще. Я запомнила Горина и Арканова, потому что они, по первому образованию врачи, кинулись помочь Сереже, когда тот, сидя за столом, вдруг начал задыхаться, посинел, и они, уверенные, что это сердце, уложили его на скамью и принялись делать искусственное дыхание. Вызвали неотложку. Доктора констатировали смерть от удушья. Сережа задохнулся, подавившись куском мяса. Требовались совершенно другие медицинские действия, горизонтальное положение усугубило ситуацию. Если бы знать…
Ольга Кучкина. "И еще 17 строк в моем блокноте…"

## Творчество
Первые стихотворные опыты Сергея Дрофенко одобрил Борис Пастернак. Печататься начал в 1960 году. В 1966 году в Москве увидела свет первая и единственная прижизненная сборник стихов Сергея Дрофенко «Обращение к маю». Посмертно вышли книги: «Зимнее солнце» (1972), «Избранная лирика», «Стихи» (1985).
Дрофенко следовал традиции русского классического стиха. Его творчество отмечено суровостью самоанализа, чувством ответственности перед временем, подлинностью лирического переживания.